# Gresta (Segonzano)
Gresta è una frazione del comune di Segonzano, in provincia di Trento, situata a circa 652 m s.l.m.

## Geografia fisica

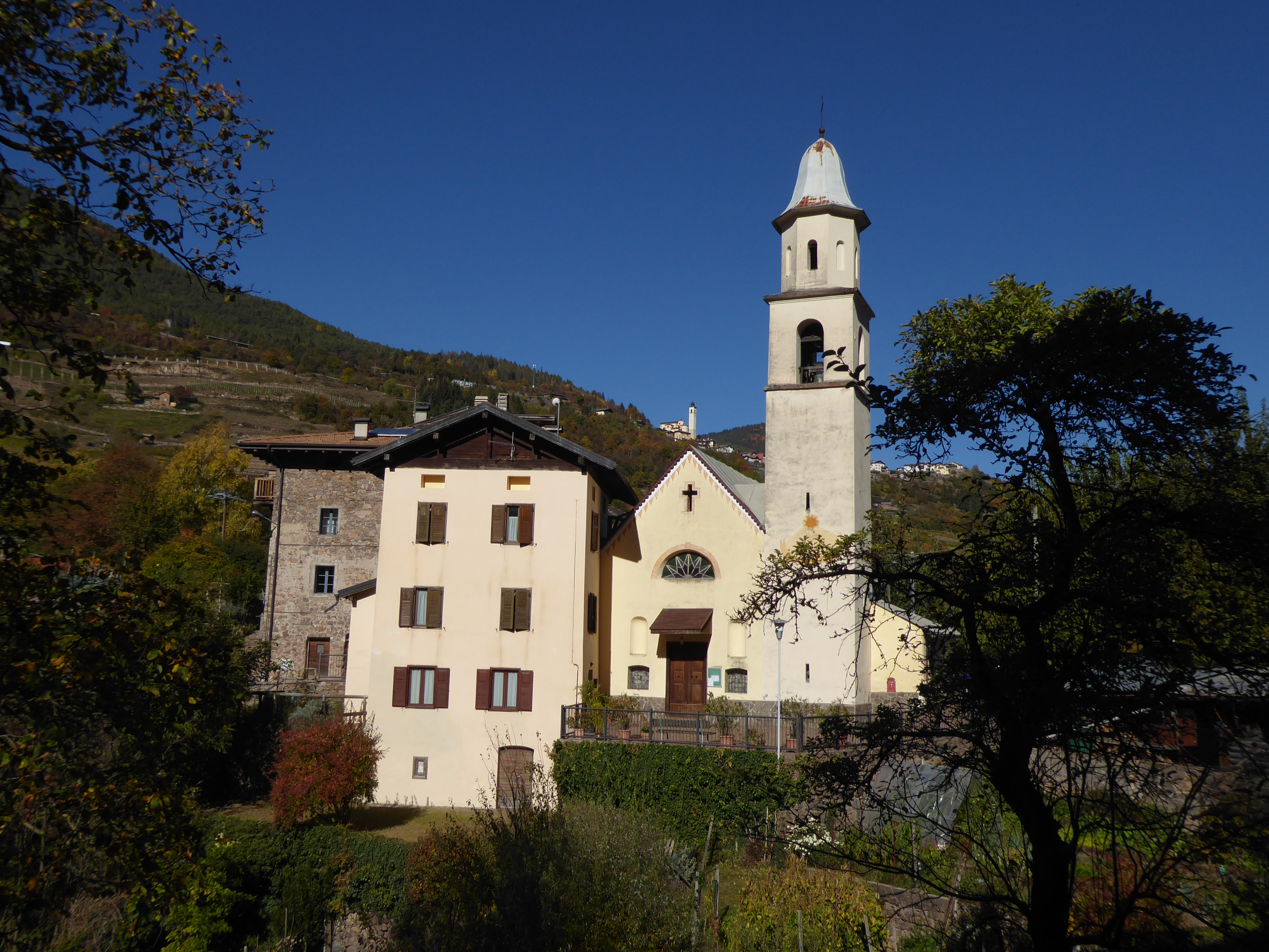
Scorcio del paese con la chiesa della Madonna di Loreto

Il paese sorge in una conca, posta sopra una specie di cresta rocciosa 67 metri sopra il corso del torrente Avisio.
Il clima è buono, ma d'inverno il sole scompare per alcuni mesi fra dicembre e marzo.

## Storia
Il nome del paese deriva dal latino crista montis, "cresta del monte", per via del luogo dove sorge. 
La frazione venne fondata probabilmente da pastori e carbonari ed è divisa in due nuclei, le cui case sono sorte intorno al 1600. Nel paese si trova anche una stazione meteorologica. 
A Gresta è stata attiva una scuola, che convogliava anche i bambini della vicina Gaggio, dall'inizio dell'Ottocento (prima l'istruzione era affidata al parroco), fino al 1969, quando tutti gli alunni vennero reindirizzati alla nuova sede di Segonzano.

## Monumenti e luoghi di interesse

### Architetture religiose
A Gresta sorge la chiesa della Madonna di Loreto, costruita nel 1666; il primo edificio era piccolo, e corrisponde al presbiterio della chiesa odierna: esso fu ampliato tra il 1753 e il 1763 con l'allungamento della chiesa e la costruzione della sagrestia, mentre le cappelle laterali e l'innalzamento del campanile sono del 1875-1880. Nel paese si trova anche un cimitero.